# Birger Vestmo
Birger Vestmo (født 25. juni 1970) er en norsk tv-vært og filmanmelder, mest kendt for at have ledet Filmpolitiet på NRK P3 siden opstarten d. 11. januar 1998.
Vestmo udgiver desuden også sine filmanmeldelser på NRKs hjemmesider.